# Mosquée d'Ortaköy
La mosquée d'Ortaköy, officiellement Grande mosquée Mecidiye (Büyük Mecidiye Camii, en turc), est une mosquée d'Istanbul en Turquie, située sur la pointe du Defterdar dans le quartier d'Ortaköy, signifiant littéralement le « village au milieu », en référence à l'avancée légère que constitue le quartier dans les eaux du Bosphore. Située au bord de la rive européenne du détroit qui sépare Asie et Europe, elle est construite en style néobaroque entre 1854 et 1855 par les architectes arméniens Garabet Amira Balyan et son fils Nikoğos Balyan pour le sultan Abdülmecit Ier. De 1970 à 1973, le pont du Bosphore est édifié à proximité et forme aujourd'hui un arrière-plan insolite.

## Localisation et accès
Le bâtiment est situé sur la pointe du Defterdar, sur la rive européenne du Bosphore dans le quartier d'Ortaköy dépendant du district de Beşiktaş à Istanbul. Le site est accessible directement en bus, ou à pied à 3 300 mètres du terminus nord Kabataş de la ligne 1 du tramway d'Istanbul, après avoir longé le palais de Dolmabahçe du même architecte que la mosquée d'Ortaköy.

## Historique
L'architecte d'origine arménienne Nikoğos Balyan est en train de construire le futur palais de Dolmabahçe à peu de distance plus au sud sur le Bosphore quand il est appelé avec son père Garabet Amira Balyan par le sultan Abdülmecit Ier pour reconstruire la mosquée de Mecidiye. Les travaux durent deux ans, de 1854 à 1855.

## Description

### Extérieur
La mosquée est de plan général carré et elle comporte deux minarets. Son aspect général est inspiré de l'opéra Garnier à Paris où l'architecte Nikoğos Balyan a fait ses études.

## Galerie

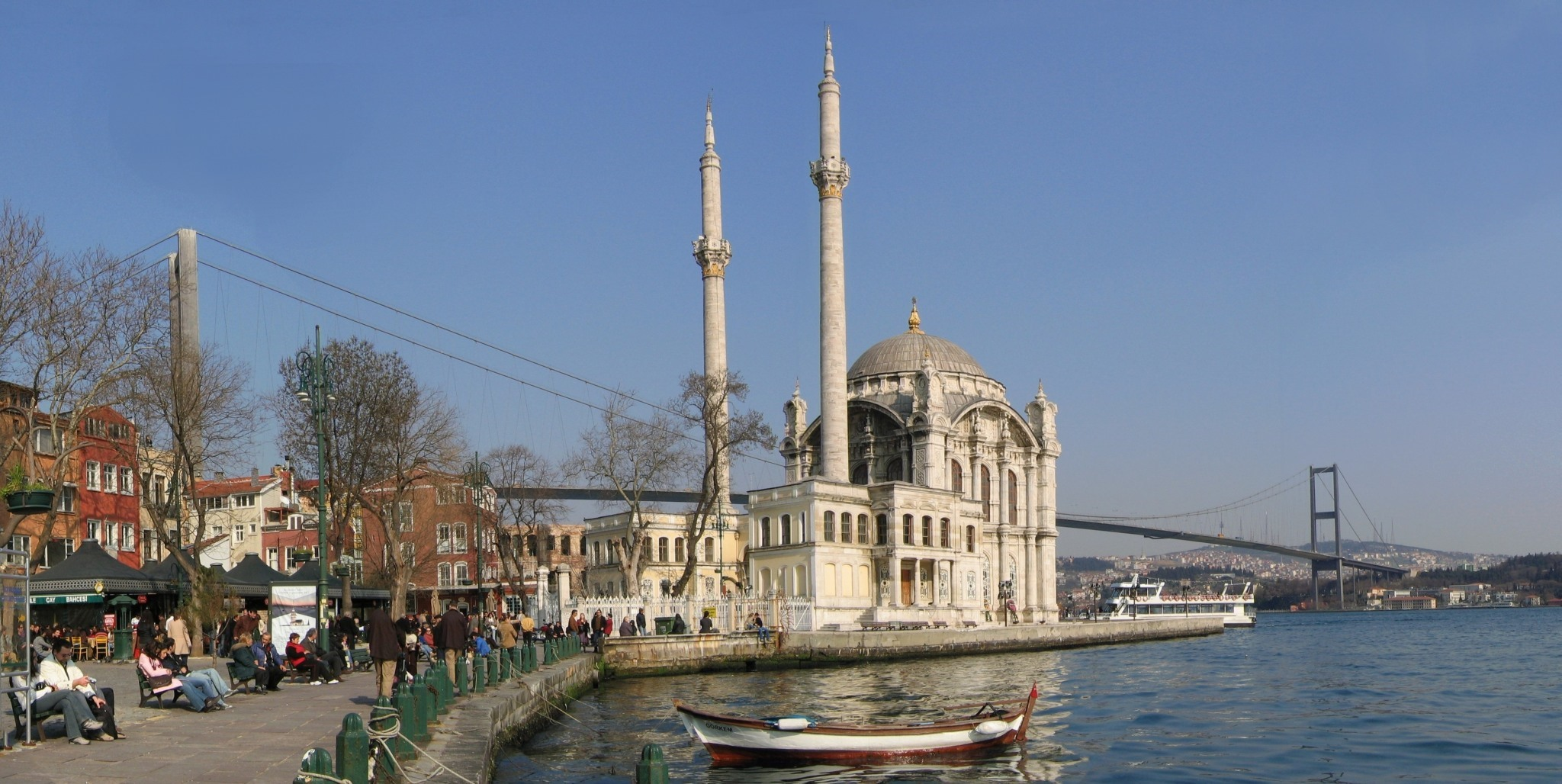
La moquée Ortaköy sur le Bosphore et le pont du Bosphore
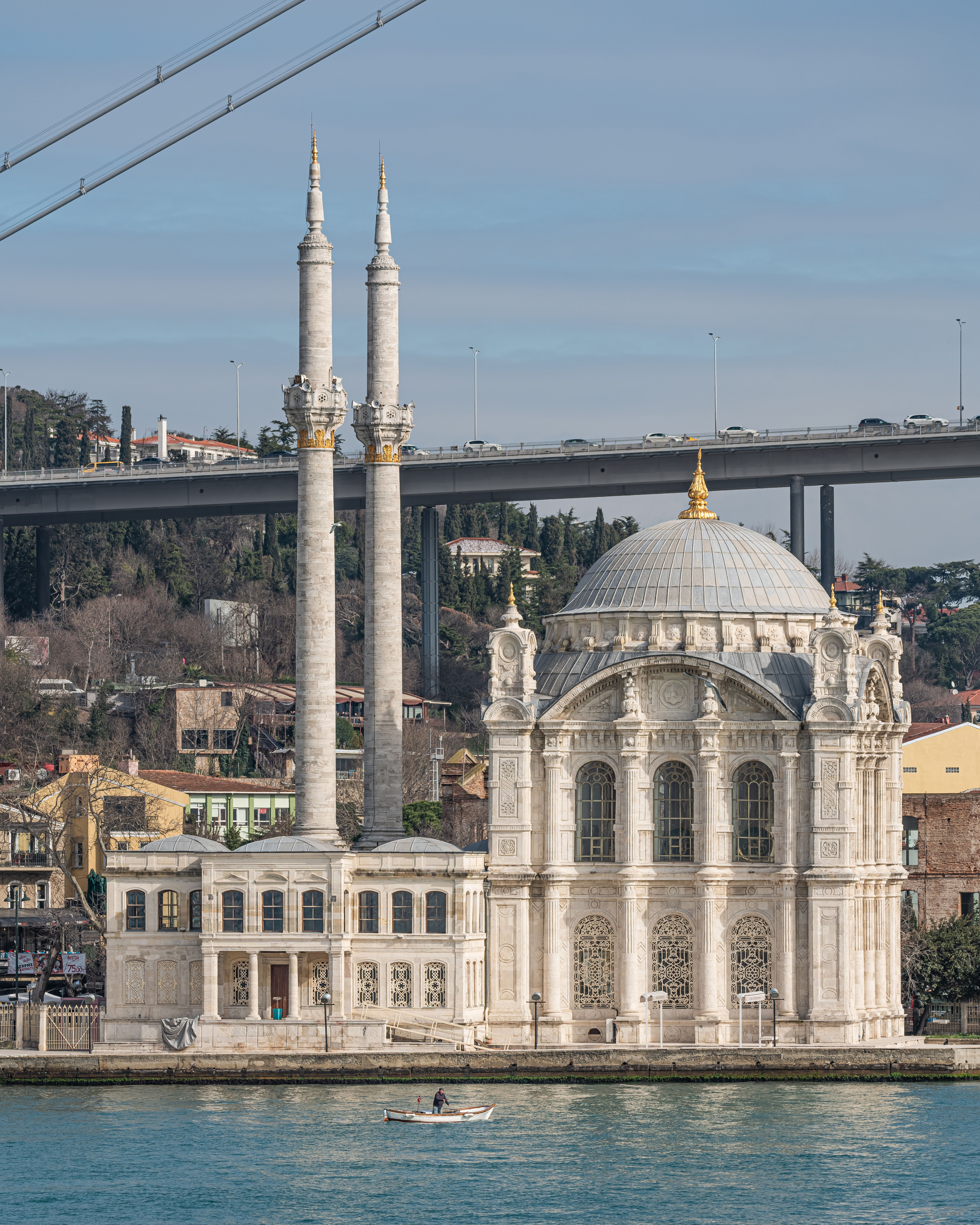
La mosquée vue du Bosphore
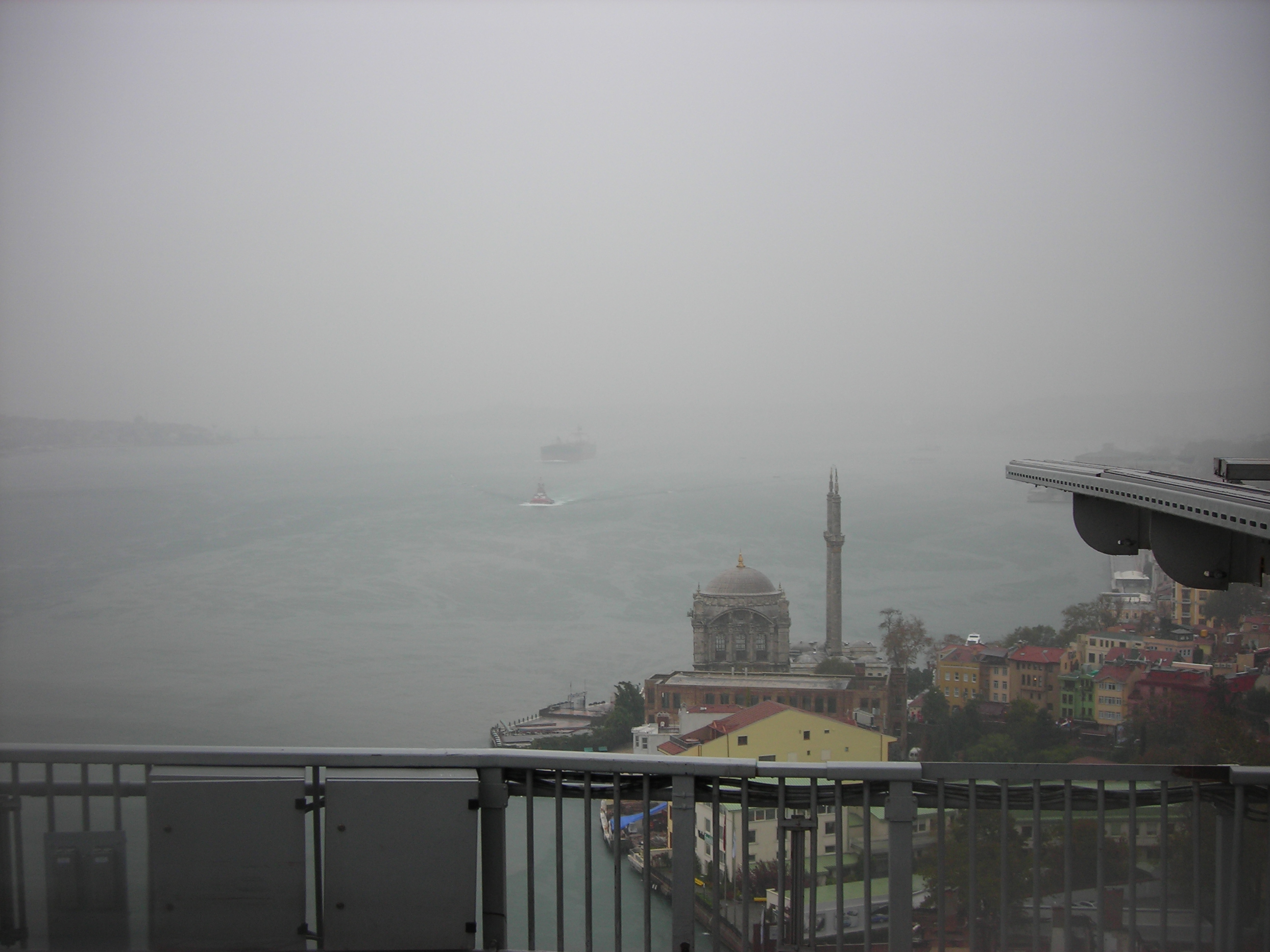
La mosquée vue du pont du Bosphore
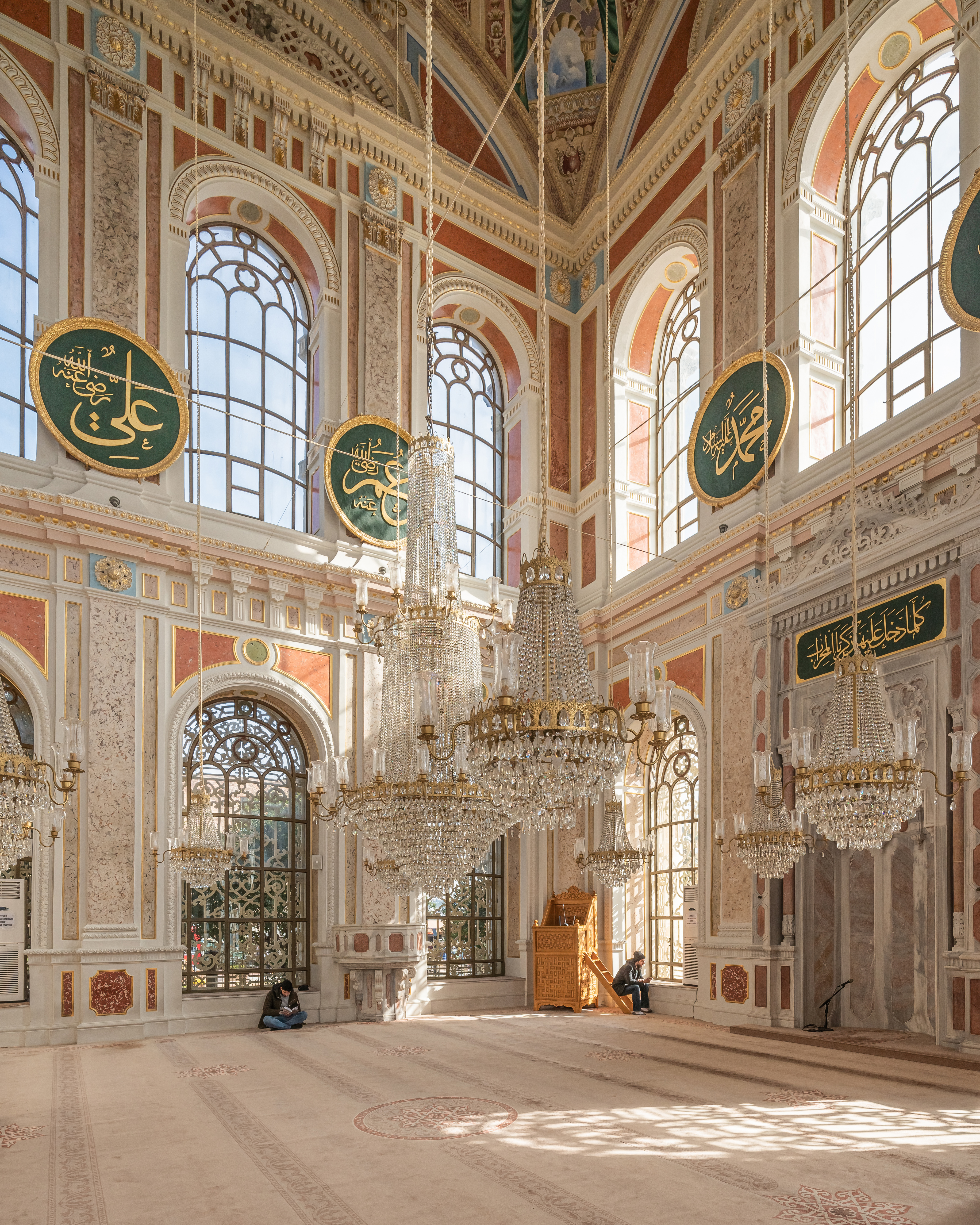
L'intérieur
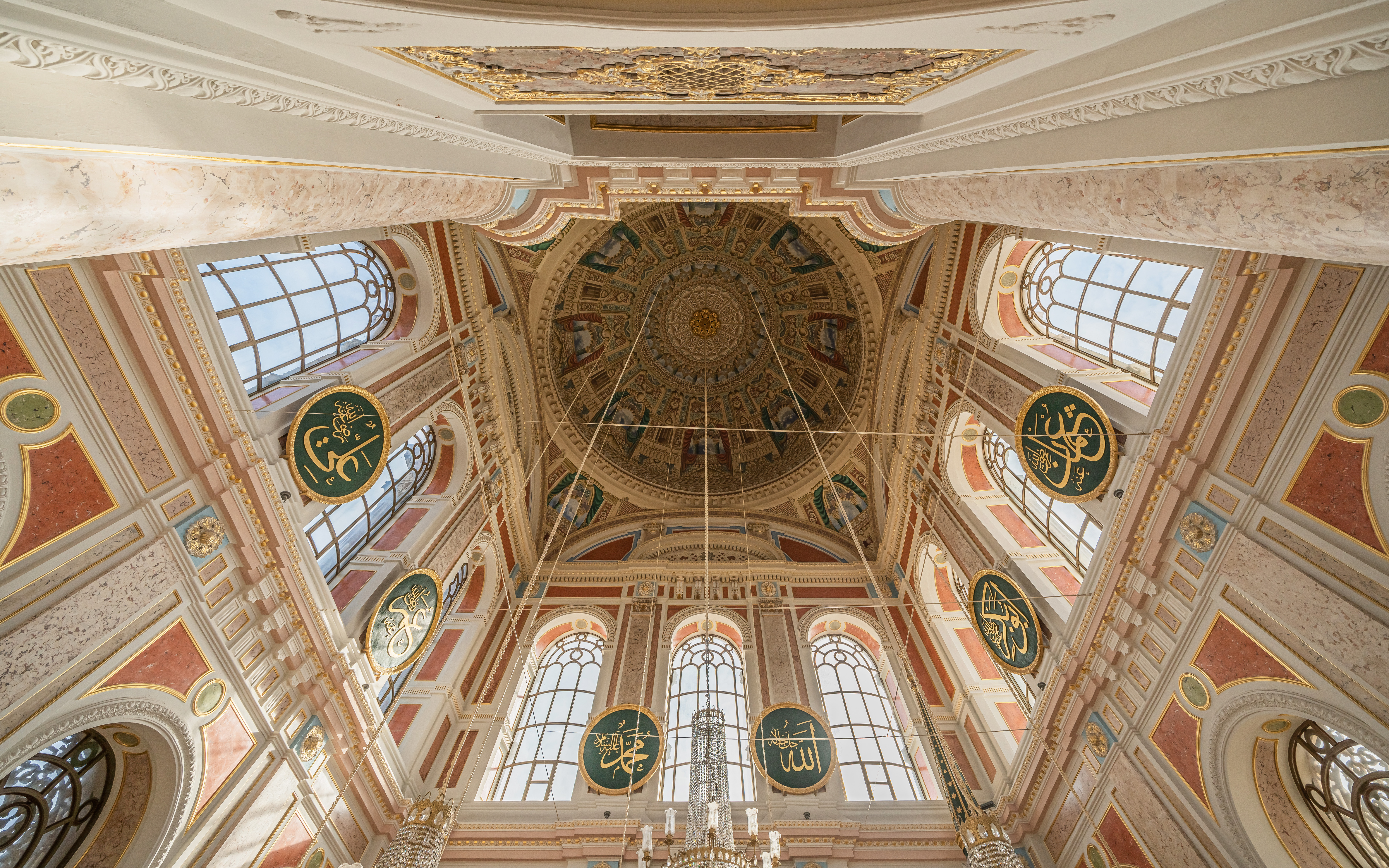
Au plafond de la mosquée d'Ortaköy. Février 2020.